# Cerdistus rusticanoides
Cerdistus rusticanoides is een vliegensoort uit de familie van de roofvliegen (Asilidae). De wetenschappelijke naam van de soort werd voor het eerst geldig gepubliceerd in 1926 door George Hudleston Hurlstone Hardy.